# Сада, Масаси
Масаси Сада (яп. さだ まさし Сада Масаси, род. 10 апреля 1952, Нагасаки, Япония) — японский певец, поэт, композитор, писатель, актёр и продюсер. За свою музыкальную карьеру выпустил 35 сольных альбомов и 70 синглов.

## Дискография

### Альбомы
- Wasuremono (わすれもの) / Lost Property (25 августа 1975) / as 'Grape'
- Seseragi (せせらぎ) / Babble (25 May 1975) / as 'Grape'
- Communication (コミュニケーション) (25 November 1975) / as 'Grape'
- Kikyorai (帰去来) / I Come Back (25 November 1976)
- Kazamidori (風見鶏) / Weathercock (25 July 1977)
- Anthology (私花集) (25 March 1978)
- Yume Kuyo (夢供養) / Memorials of Dreams (10 April 1979)
- Inshoha (印象派) / Impressionists (10 October 1980)
- Utsuroi (うつろひ) / Transition (25 June 1981)
- Yume no Wadachi (夢の轍) / Rut of Dreams (11 December 1982)
- Kaze no Omokage (風のおもかげ) / Vestiges of Winds (30 November 1983)
- Glass Age (Glass Age -硝子の世代-) (12 December 1984)
- ADVANTAGE (12 June 1985)
- Jibun Shokogun (自分症候群) / Oneself Syndrome (21 December 1985)
- Yume Kaikisen (夢回帰線) / The Dream Tropic (25 July 1987)
- Kazemachi Dori no Hitobito (風待通りの人々) / People on the Street that is Waiting for Breeze (25 July 1988)
- Yume no Fuku Koro (夢の吹く頃) / Time Blowing Dream (25 January 1989)
- Yume Bakari Miteita (夢ばかりみていた) I Only Dreamed (25 February 1990)
- Yume Kaikisen II (夢回帰線II) / The Dream Tropic Second (25 August 1990)
- Kazoku no Shozo (家族の肖像) Portrait of a Family (25 July 1991)
- Ano Koro ni Tsuite -Season of Raisin- (あの頃について -シーズン・オブ・レーズン-) (10 November 1991) / as 'Raisin'
- Honobono (ほのぼの) / Heartwarming (10 November 1992)
- Aimiteno (逢ひみての) / Rendezvous (25 October 1993)
- Omoide Dorobo (おもいで泥棒) / Burglar who Steal Dreams (25 October 1994)
- Sayonara Nippon (さよならにっぽん) / Good-bye Japan (25 October 1995)
- Furukusai Koi no Uta Bakari (古くさい恋の唄ばかり) / Just old-fashioned Love Songs (25 October 1996)
- Yumeuta (夢唄) / Dream Song (21 November 1997)
- Kokoro no Jidai (心の時代 / Period of Heart (23 September 1998)
- Toki no Sumika (季節の栖) / Habitats of Seasons(23 June 1999)
- Nihon Kaku Setsu (日本架空説) / Japan Fancied Theory(21 September 2000)
- Alstroemeria (夢百合草 (あるすとろめりあ)) (27 February 2002)
- Yume no Tsuzuki (夢のつづき) / Continuation of a Dream (26 September 2002)
- Slow Life Story (すろうらいふすとーりー) (22 October 2003)
- Koibumi (恋文) / Love Letter (22 September 2004)
- Tokoshie (とこしへ) / Forever (7 September 2005)
- Utsukushiki Nihon no Omokage (美しき日本の面影) / Beautiful Japanese Vestiges (6 September 2006)
- Mist (12 September 2007)
- Utsukushii Asa / Beautiful Morning (美しい朝) (9 June 2009)
- Yokan (予感) / Premonition (9 June 2010)
- Sada City (11 July 2011)
- Mou Kurukoro... (もう来る頃…) / Time It Will Come (13 June 2012)
- Dai Ni Gakushou (第二楽章) / The Second Movement (10 September 2014)
- Kaze no Kiseki (風の軌跡) / Track of winds (8 July 2015)

## Участие в «Кохаку ута гассэн»
Масаси Сада не менее девятнадцати раз (в 1979-1980, 1990-1993 и 1995-2007 годах) участвовал в престижнейшем музыкальном конкурсе и новогоднем шоу Японии «Кохаку ута гассэн» (также популярном и престижном для зрителей и исполнителей ряда других стран Восточной Азии), в том числе:
- 1979, выпуск 30[2] — с песней Kanpaku sengen (яп. 関白宣言)[3]
- 1980, выпуск 31 — с песней Sakimori no uta (яп. 防人の詩, букв. «Песня Сакимори»)[4]
- 1990, выпуск 41 — с песней Kaze ni tatsu lion (яп. 風に立つライオン, букв. «Лев, стоящий на ветру»)[5]
- 1991, выпуск 42 — с песней Kiseki 〜Ōkina ai no yō ni〜 (яп. 奇跡〜大きな愛のように〜)[6]
- 1992, выпуск 43 — с песней Cosmos (яп. 秋桜, букв. «Космос»)[7]
- 1993, выпуск 44 — с песней Watashi hana-shū (яп. 私花集)[8]
- 1997, выпуск 48 — повторно с песней Cosmos[9]
- 1999, выпуск 50 — повторно с песней Kiseki 〜Ōkina ai no yō ni〜[10]